# パパとあなたの影ぼうし
「パパとあなたの影ぼうし」（パパとあなたのかげぼうし）は、太田裕美が2001年の5月に発売したシングルである。

## 収録曲
1. パパとあなたの影ぼうし
  - 作詞・作曲:こんのひとみ／編曲:羽毛田丈史
  - NHK『みんなのうた』の2001年4月 - 5月の放送曲になった[1]。
2. 心のたからばこ
  - 作詞:時田貴司／作曲:伊藤賢治／編曲:浜口史郎
  - プレイステーション用ゲーム『チョコボレーシング 〜幻界へのロード〜』エンディング主題歌。
3. パパとあなたの影ぼうし（カラオケ）
  - 作曲:こんのひとみ／編曲:羽毛田丈史
4. 心のたからばこ（カラオケ）
  - 作曲:伊藤賢治／編曲:浜口史郎